# Richard von Wettstein
Richard Wettstein (nace Richard von Wettstein von Westersheim) fue un botánico austríaco ( 30 de junio de 1863, Viena - 10 de agosto de 1931, Trins, Tirol.
Wettstein fue profesor en Praga a partir de 1892, y en Viena desde 1900.
Fue especialista en pteridófitas, micología, ficología y en espermatófitas.
Autor de una de las grandes clasificaciones clásicas de los vegetales, llamada justamente clasificación de Wettstein.

## Obra
- Grundzüge der geographisch-morphologischen Methode der Pflanzensystematik, 1898

- Botanik und Zoologie in Österreich 1850-1900, 1901

- Der Neo-Lamarckismus und seine Beziehungen zum Darwinismus, 1903

- Verhandlungen des Internationalen Botanischen Kongresses in Wien 1905. Editor G. Fischer, 99 pp. 1906. Edición reimpresa de BiblioBazaar, 272 pp. 2010 ISBN 1172586845

- Handbuch der systematischen Botanik, 2 vols. 1901-08; 3ª ed. 1924, 4ª ed. 1933–1935 (por su hijo Fritz von Wettstein)

- Tratado de botánica sistemática. 4ª edición de Labor S.A. 1.039 pp. 1944

## Honores

### Eponimia
- 1942: en el distrito 21 de Floridsdorf, la calle Wettstein

Géneros
- (Asteraceae) Wettsteinia Petr.[1]

- (Podostemaceae) Wettsteiniola Suess.[2]

Especies
- (Aizoaceae) Conophytum wettsteinii N.E.Br.[3]

- (Araceae) Arum wettsteinii Hruby[4]

- (Asteraceae) Acosta wettsteinii (Degen & Dörfl.) Holub[5]

- (Boraginaceae) Symphytum wettsteinii Sennholz[6]

- (Campanulaceae) Campanula wettsteinii Halácsy & Baldacci ex Halácsy[7]

- (Caryophyllaceae) Alsine wettsteinii Dörfl. ex Mattf.[8]

- La abreviatura «Wettst.» se emplea para indicar a Richard von Wettstein como autoridad en la descripción y clasificación científica de los vegetales.[9]